# Roberto Sosa
Roberto Carlos Sosa (Santa Rosa, 24 gennaio 1975) è un allenatore di calcio ed ex calciatore argentino con passaporto italiano, di ruolo attaccante.
È soprannominato El Pampa in riferimento alla regione da cui proviene.

## Caratteristiche tecniche
Attaccante imponente, disponeva di un ottimo colpo di testa. Capace di far salire la squadra, risultava spesso decisivo partendo dalla panchina ed entrando a partita in corso. Durante la permanenza al Napoli fu per un periodo rigorista, dimostrando buone capacità.

## Carriera

### Giocatore

#### Gli esordi
A 14 anni entra nella squadra argentina del Gimnasia La Plata, dove, dopo aver fatto tutta la trafila nelle giovanili, arriva in prima squadra nel 1995. In tre anni disputa 83 partite in campionato siglando ben 37 gol, di cui 17 nel Clausura del 1998, diventando capocannoniere del campionato e pezzo pregiato per i grandi club europei.

#### L'arrivo in Italia e la parentesi in Argentina
Nell'estate del 1998 viene acquistato dall'Udinese del direttore sportivo Pierpaolo Marino, e nonostante le difficoltà della serie A Sosa si ambienta subito siglando ben 11 gol e numerosi assist al primo anno, e con il brasiliano Márcio Amoroso e Paolo Poggi permetterà alla squadra friulana la terza qualificazione consecutiva alla Coppa UEFA nello spareggio a Torino contro la Juventus. Realizza 15 gol nel campionato 2000-2001, dopo i 6 dell'anno prima, ma nel 2002 gioca poco a causa di un infortunio, riuscendo però a siglare 2 importanti gol ai fini della permanenza in serie A della squadra bianconera.
Il 27 luglio 2002 l'Udinese conclude la trattativa con il Boca Juniors per il prestito di un anno agli argentini in cambio di settecentomila dollari, con diritto di riscatto del cartellino del giocatore. Gioca appena 7 partite senza mai andare a segno, non venendo riscattato e facendo ritorno per la seconda volta al Gimnasia La Plata sempre in prestito. I suoi 2 gol in 15 partite fanno risvegliare l'interesse dei dirigenti sportivi italiani e nella stagione 2003-2004 in B in prestito all'Ascoli mette a segno 4 gol in 17 partite. A gennaio passa sempre in prestito al Messina dove segna, in sei mesi, 5 gol in 21 presenze. Insieme ad Arturo Di Napoli formerà una delle coppie più forti e complete del campionato cadetto che porterà i siciliani alla seconda promozione in Serie A.

#### Napoli
Nel settembre 2004 accetta, con una scelta di vita, l'offerta del nuovo Napoli del suo ex direttore sportivo Pierpaolo Marino, costretto a ripartire dalla serie C1, che lo acquista dall'Udinese a titolo definitivo. Passerà alla storia come il primo calciatore tesserato dalla nuova società azzurra, e anche per questo Sosa entra subito nelle grazie dei tifosi napoletani, che vedono in lui l'uomo della rinascita.
Realizzerà il suo primo gol in maglia azzurra, su rigore, nella gara persa 1-2 dal Napoli contro il Chieti del 31 ottobre 2004. Non riuscirà a riportare subito in serie B la squadra azzurra nonostante i suoi 10 gol, di cui uno nella finale di ritorno dei play-off promozione persi contro l'Avellino. Ci riesce l'anno dopo realizzando 6 gol in campionato (più due in quattro partite di Coppa Italia di Serie C), togliendosi anche la soddisfazione di essere l'ultimo calciatore nella storia del Napoli a indossare la maglia numero 10, quella che fu del suo idolo Diego Armando Maradona, in campionato allo Stadio San Paolo il 30 aprile 2006, (l'ultimo a indossarla in assoluto in campionato sarà però Mariano Bogliacino in casa del Lanciano il 12 maggio del 2006 e sarà anche l'ultimo in gare ufficiali nella finale di ritorno della Supercoppa di serie C il 18 maggio 2006) segnando anche un gol contro il Frosinone, resterà famosa la sua esultanza in lacrime in cui espone una maglietta con l'immagine di Maradona e la scritta "Chi ama non dimentica, onore a chi ha fatto la storia del Napoli".
Nella stagione successiva in serie B, partito come riserva, conquista il posto da titolare grazie alle sue buone prestazioni e a 6 gol che contribuiranno alla promozione degli azzurri in Serie A.
Il 2 settembre 2007, all'esordio in serie A con la maglia del Napoli da subentrato, nella gara contro la sua ex squadra l'Udinese, raggiunge la 100ª presenza in azzurro siglando anche il gol del definitivo 0-5, rinunciando a esultare per rispetto ai suoi ex tifosi, i quali invece applaudono e acclamano il giocatore nonostante il gol subìto. Chiuderà la stagione realizzando altri 5 gol in campionato tra cui due allo stadio San Siro di Milano divisi equamente tra Milan e Inter. L'11 maggio 2008 gioca allo Stadio San Paolo contro il Milan la sua ultima partita con la maglia del Napoli indossando anche la fascia di capitano, nel giro di campo a fine partita per salutare i tifosi indosserà di nuovo la maglia dedicata a Maradona.
Chiuderà la sua esperienza all'ombra del Vesuvio con 131 presenze (alcune anche da capitano) e 30 gol complessivi tra i campionati di Serie C, Serie B, Serie A, Coppa Italia Serie C e Coppa Italia in quattro stagioni, prima di fare ritorno in patria.

#### Il ritorno in Argentina
Nella conferenza stampa successiva alla partita casalinga contro il Palermo del 30 marzo 2008 il dirigente del Napoli, Pierpaolo Marino, annuncia l'intenzione del calciatore di tornare a fine anno in Argentina, e a fine stagione il giocatore firma un biennale per il Gimnasia La Plata.
L'8 novembre 2008, dopo 11 presenze tra campo e panchina, il "Pampa" riesce a siglare il suo primo gol stagionale, durante la partita Vélez - Gimnasia, terminata 0-2 per gli ospiti e nella quale Sosa ha contribuito con un gol (il primo dell'incontro) segnato dopo 8 minuti dall'inizio della gara. Questo gol è il 40º della sua carriera argentina. Ne seguirà un altro, e poi arriverà il digiuno, che proseguirà (anche per problemi fisici e caratteriali) nel campionato successivo dove scenderà in campo solo 5 volte. A fine campionato, il Gimnasia non gli rinnova il contratto e il calciatore si ritrova senza squadra.

#### Il secondo ritorno in Italia: alla Sanremese
Il 21 agosto 2010 la Sanremese, squadra di Lega Pro Seconda Divisione, annuncia di aver trovato l'accordo per l'ingaggio del calciatore, subordinato all'espletamento delle visite mediche e all'apposizione della firma sul contratto. L'argentino firma all'esordio la sua prima rete con la maglia della Sanremese contro il Savona; la partita termina 3-2 a favore di questi ultimi. La sua avventura in biancoazzurro si conclude anzitempo: dopo aver collezionato 12 presenze e 3 reti con la maglia del club ligure, il 30 dicembre 2010 El Pampa rescinde consensualmente il proprio contratto.

#### La chiusura della carriera in Svizzera
Dopo la parentesi ligure, firma un contratto con il Fussballclub Rapperswil-Jona, squadra della terza divisione svizzera. Gioca 14 partite nella seconda parte di stagione senza andare a segno, per poi ritirarsi dall'attività agonistica.

### Dopo il ritiro
Nella stagione 2011-12 allena nel settore giovanile del "Fabio e Paolo Cannavaro" società di Qualiano.
Il 1º agosto 2014 diventa l'allenatore del Sorrento in Serie D (girone I). Nel gennaio del 2015, alla fine del girone di andata, viene esonerato, dopo aver perso per la decima volta su diciassette partite (aveva vinto solo in 6 casi, di cui uno 3-0 a tavolino).
Il 23 novembre 2015 subentra sulla panchina del Savoia, con la squadra campana terza nella classifica di Eccellenza,ma desiderosa di conquistare la categoria. Il Pampa non riuscirà a centrare la promozione in serie D, arrivando a tre punti dal Nocera.
Il 13 settembre 2016 accetta di guidare la Vultur Rionero, squadra lucana che milita nel campionato di Serie D. El Pampa sostituisce il dimissionario D'Urso che dopo 2 giornate aveva ottenuto 2 punti. Il 21 maggio 2017 perde la sfida play out retrocedendo in Eccellenza.
Negli anni duemilaventi interviene spesso come opinionista nelle trasmissioni di Sky e al Processo di Biscardi.
Dal 2025 collabora con la scuola calcio di Afragola Giove Academy 

## Statistiche

### Presenze e reti nei club
| Stagione             | Squadra              | Campionato           | Campionato | Campionato | Coppe nazionali | Coppe nazionali | Coppe nazionali | Coppe continentali | Coppe continentali | Coppe continentali | Altre coppe | Altre coppe | Altre coppe | Totale | Totale |
| Stagione             | Squadra              | Comp                 | Pres       | Reti       | Comp            | Pres            | Reti            | Comp               | Pres               | Reti               | Comp        | Pres        | Reti        | Pres   | Reti   |
| -------------------- | -------------------- | -------------------- | ---------- | ---------- | --------------- | --------------- | --------------- | ------------------ | ------------------ | ------------------ | ----------- | ----------- | ----------- | ------ | ------ |
| 1995-1996            | Gimnasia (LP)        | PD                   | 9          | 5          | -               | -               | -               | -                  | -                  | -                  | -           | -           | -           | 30     | 6      |
| 1996-1997            | Gimnasia (LP)        | PD                   | 36         | 4          | -               | -               | -               | -                  | -                  | -                  | -           | -           | -           | 36     | 4      |
| 1997-1998            | Gimnasia (LP)        | PD                   | 38         | 28         | -               | -               | -               | -                  | -                  | -                  | -           | -           | -           | 38     | 28     |
| 1998-1999            | Udinese              | A                    | 29         | 11         | CI              | 3               | 1               | CU                 | 2                  | 0                  | -           | -           | -           | 34     | 12     |
| 1999-2000            | Udinese              | A                    | 30         | 6          | CI              | 1               | 0               | CU                 | 6                  | 3                  | -           | -           | -           | 37     | 9      |
| 2000-2001            | Udinese              | A                    | 30         | 15         | CI              | 4               | 0               | Int+CU             | 6+4                | 6+0                | -           | -           | -           | 44     | 21     |
| 2001-2002            | Udinese              | A                    | 15         | 2          | CI              | 3               | 0               | -                  | -                  | -                  | -           | -           | -           | 18     | 2      |
| Totale Udinese       | Totale Udinese       | Totale Udinese       | 104        | 34         |                 | 11              | 1               |                    | 18                 | 9                  |             | -           | -           | 133    | 44     |
| 2001-2002            | Boca Juniors         | PD                   | 7          | 0          | -               | -               | -               | -                  | -                  | -                  | -           | -           | -           | 7      | 0      |
| 2002-2003            | Gimnasia (LP)        | PD                   | 15         | 2          | -               | -               | -               | -                  | -                  | -                  | -           | -           | -           | 15     | 2      |
| 2003-gen. 2004       | Ascoli               | B                    | 17         | 4          | CI              | -               | -               | -                  | -                  | -                  | -           | -           | -           | 17     | 4      |
| gen.-giu. 2004       | Messina              | B                    | 21         | 5          | CI              | -               | -               | -                  | -                  | -                  | -           | -           | -           | 21     | 5      |
| 2004-2005            | Napoli               | C1                   | 21+4       | 8+2        | -               | -               | -               | -                  | -                  | -                  | -           | -           | -           | 25     | 10     |
| 2005-2006            | Napoli               | C1                   | 31         | 6          | CI+CI-C         | 4+0             | 2+0             | -                  | -                  | -                  | SL-C1       | 2           | 0           | 37     | 8      |
| 2006-2007            | Napoli               | B                    | 32         | 6          | CI              | 3               | 0               | -                  | -                  | -                  | -           | -           | -           | 35     | 6      |
| 2007-2008            | Napoli               | A                    | 30         | 6          | CI              | 4               | 0               | -                  | -                  | -                  | -           | -           | -           | 34     | 6      |
| Totale Napoli        | Totale Napoli        | Totale Napoli        | 118        | 28         |                 | 11              | 2               |                    | -                  | -                  |             | 2           | 0           | 131    | 30     |
| 2008-2009            | Gimnasia (LP)        | PD                   | 26         | 2          | -               | -               | -               | -                  | -                  | -                  | -           | -           | -           | 26     | 2      |
| 2009-2010            | Gimnasia (LP)        | PD                   | 5          | 0          | -               | -               | -               | -                  | -                  | -                  | -           | -           | -           | 5      | 0      |
| Totale Gimnasia (LP) | Totale Gimnasia (LP) | Totale Gimnasia (LP) | 129        | 41         |                 | -               | -               |                    | -                  | -                  |             | -           | -           | 129    | 41     |
| ago.-dic. 2010       | Sanremese            | 2D                   | 12         | 3          | CI-LP           | -               | -               | -                  | -                  | -                  | -           | -           | -           | 12     | 3      |
| feb.-giu. 2011       | Rapperswil-Jona      | 1L                   | 14         | 0          | CS              | -               | -               | -                  | -                  | -                  | -           | -           | -           | 14     | 0      |
| Totale carriera      | Totale carriera      | Totale carriera      | 422        | 115        |                 | 22              | 3               |                    | 18                 | 9                  |             | 2           | 0           | 464    | 127    |

## Palmarès

### Club

#### Competizioni nazionali
- Campionato italiano Serie C1: 1

Napoli: 2005-2006

#### Competizioni internazionali
- Coppa Intertoto UEFA:

Udinese: 2000